# Nationaal park Gran Paradiso
Het Nationaal park Gran Paradiso (Italiaans: Parco Nazionale del Gran Paradiso; Frans: Parc national du Grand-Paradis) is het oudste van de nationale parken in Italië. Het ligt in de Grajische Alpen, in het uiterste noordwesten van het land, ten zuiden van het Aostavallei en niet ver van de Mont Blanc. Over zijn grootste lengte, van zuidwest naar noordoost, is het ongeveer 50 kilometer lang.
De hoogste top van het bergachtige gebied is de 4061 meter hoge Gran Paradiso. Het gebied bestaat uit een afwisseling van bergketens en dalen die bijna allemaal in noord-zuidrichting lopen. Ongeveer twintig procent van het gebied bestaat uit bossen. De grenzen van het beschermde gebied lopen veelal door rivierdalen. Er snijden ook diepe dalen ver naar binnen en de rivier de Dora Baltea deelt het gebied van noord naar zuid in tweeën.
Victor Emanuel II van Italië had er in de 19de eeuw zijn jachtgebied en het gebied werd in 1856 beschermd als koninklijk jachtdomein. In 1919 schonk koning Victor Emanuel III het gebied aan de Italiaanse staat op voorwaarde dat er een nationaal park zou worden ingericht. Dit werd bekrachtigd op 3 december 1922.
Gran Paradiso was aan het begin van de 19e eeuw het enige gebied waar de alpensteenbok nog voorkwam, totdat het dier in andere natuurgebieden in de Alpen werd uitgezet. Tijdens de Tweede Wereldoorlog daalde het aantal alpensteenbokken tot 416 exemplaren en kwam de soort opnieuw in gevaar. Anno 2022 is de populatie hersteld naar ongeveer 3.000 exemplaren.
Verder komen er in het gebied gemzen voor, ongeveer 8.000 exemplaren. De lammergier werd na 1912 niet meer waargenomen in het gebied, maar is in 2010 met succes uitgezet .
In het zuidwesten grenst het park aan het Franse Nationaal park Vanoise. In 1972 zijn de landen een samenwerkingsverband aangegaan en beide parken beslaan nu samen een oppervlakte van 1250 km².

## Kaart
● Lichtgroen: Nationaal park Gran Paradiso (Italië)
● Grijs: Nationaal park Vanoise
Klik om de kaart beeldvullend en klikbaar te maken

## Afbeeldingen

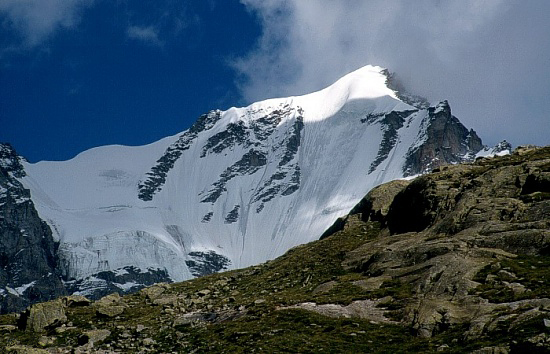
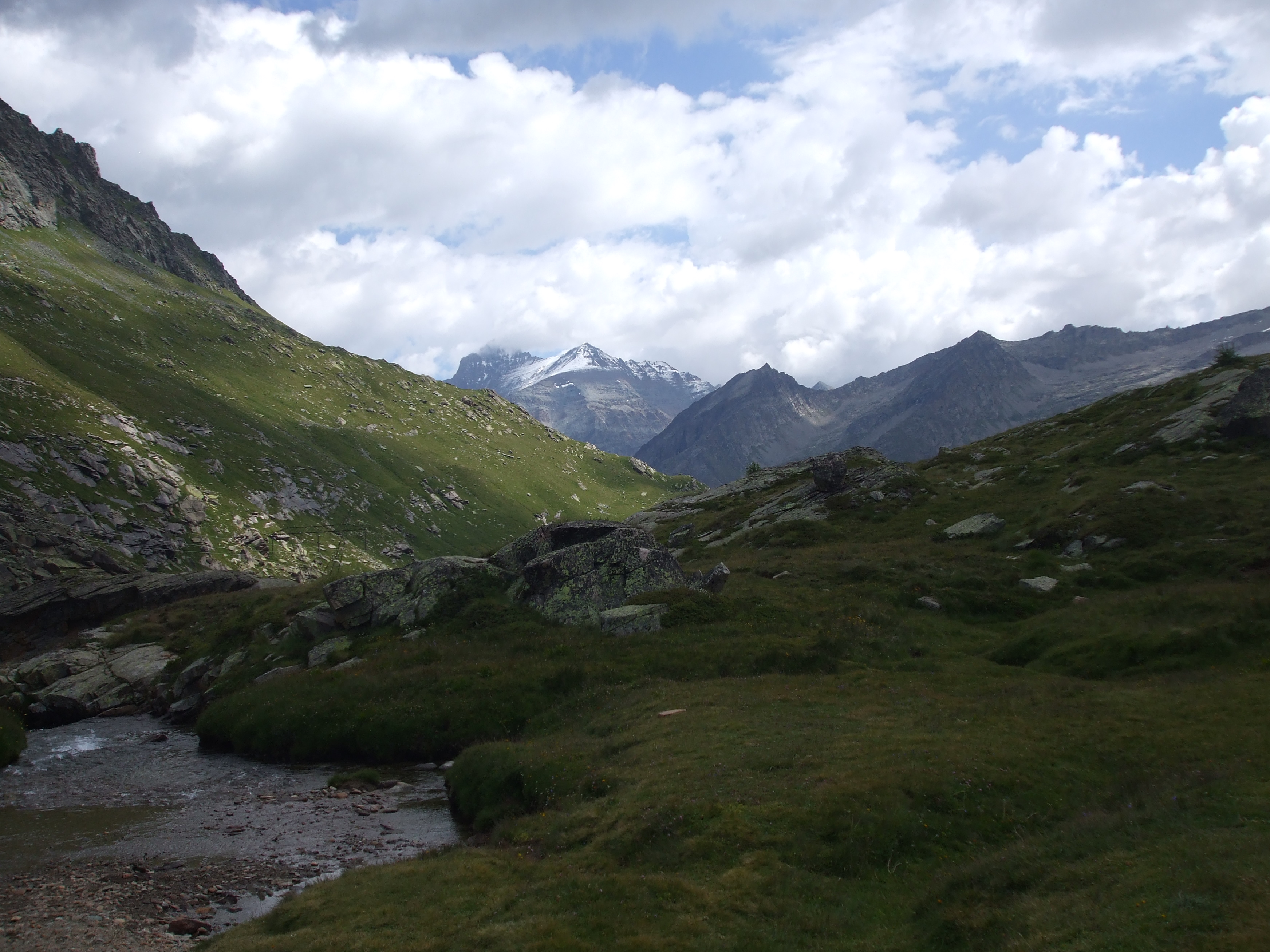
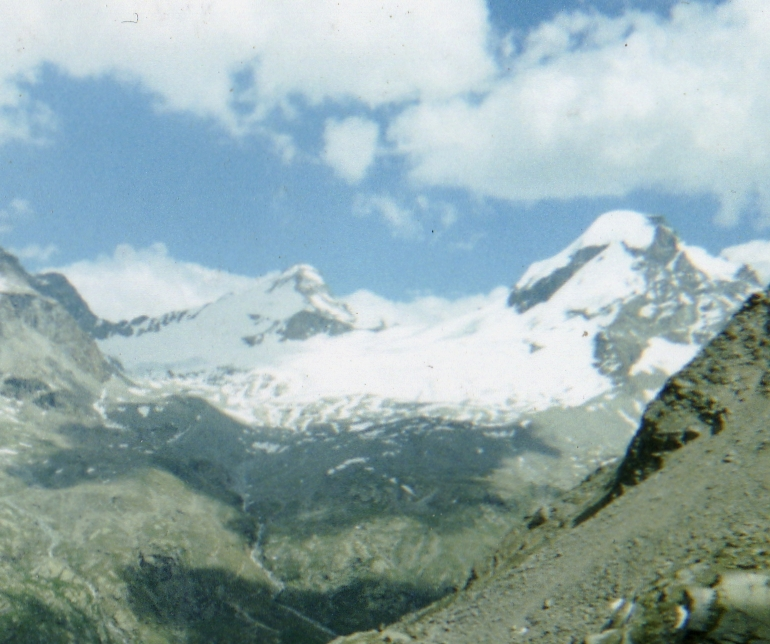
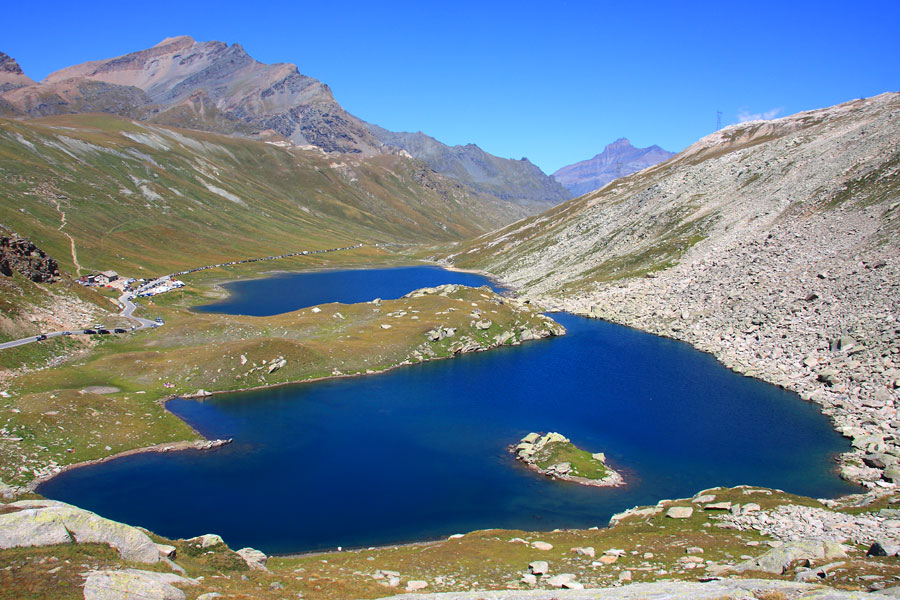
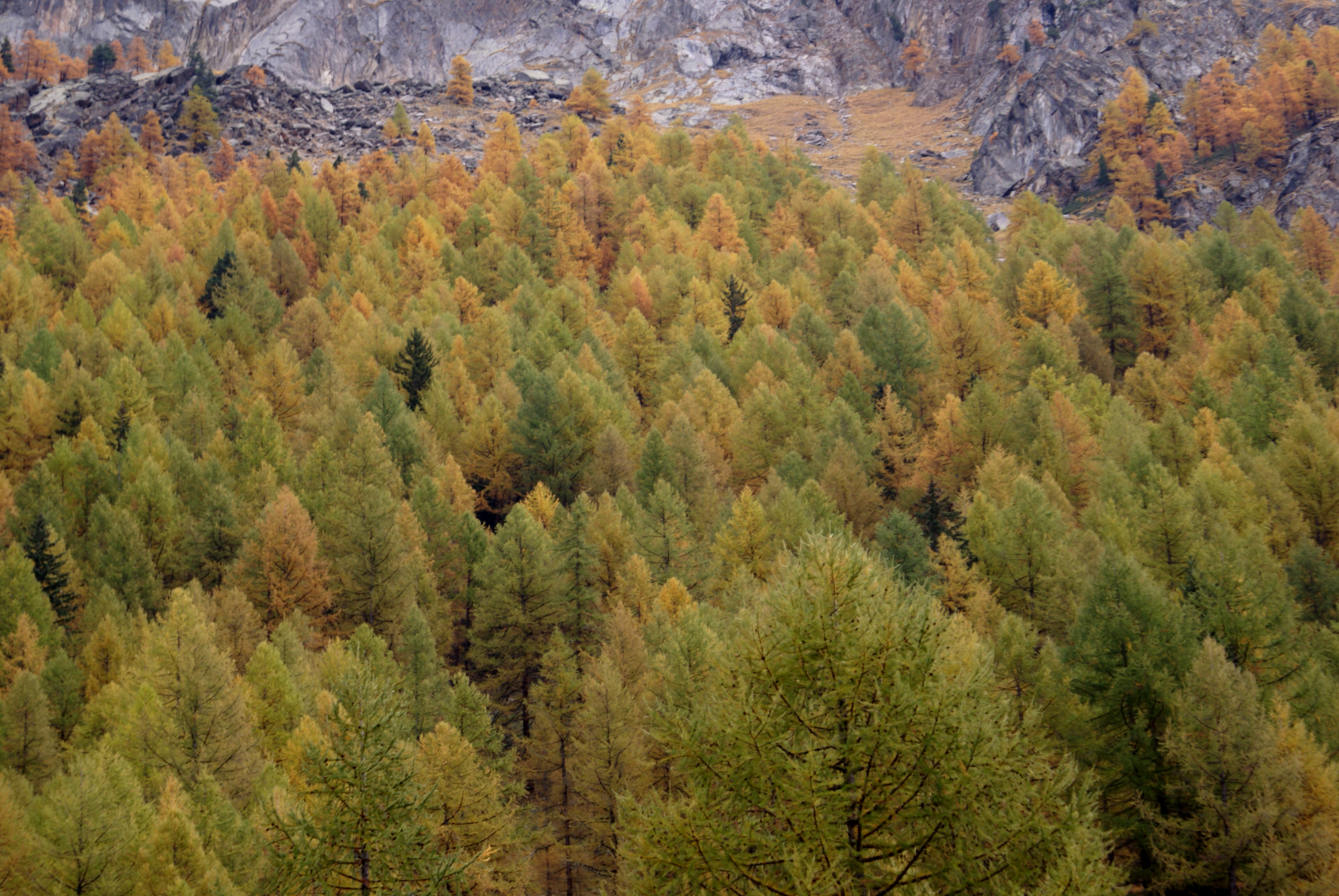
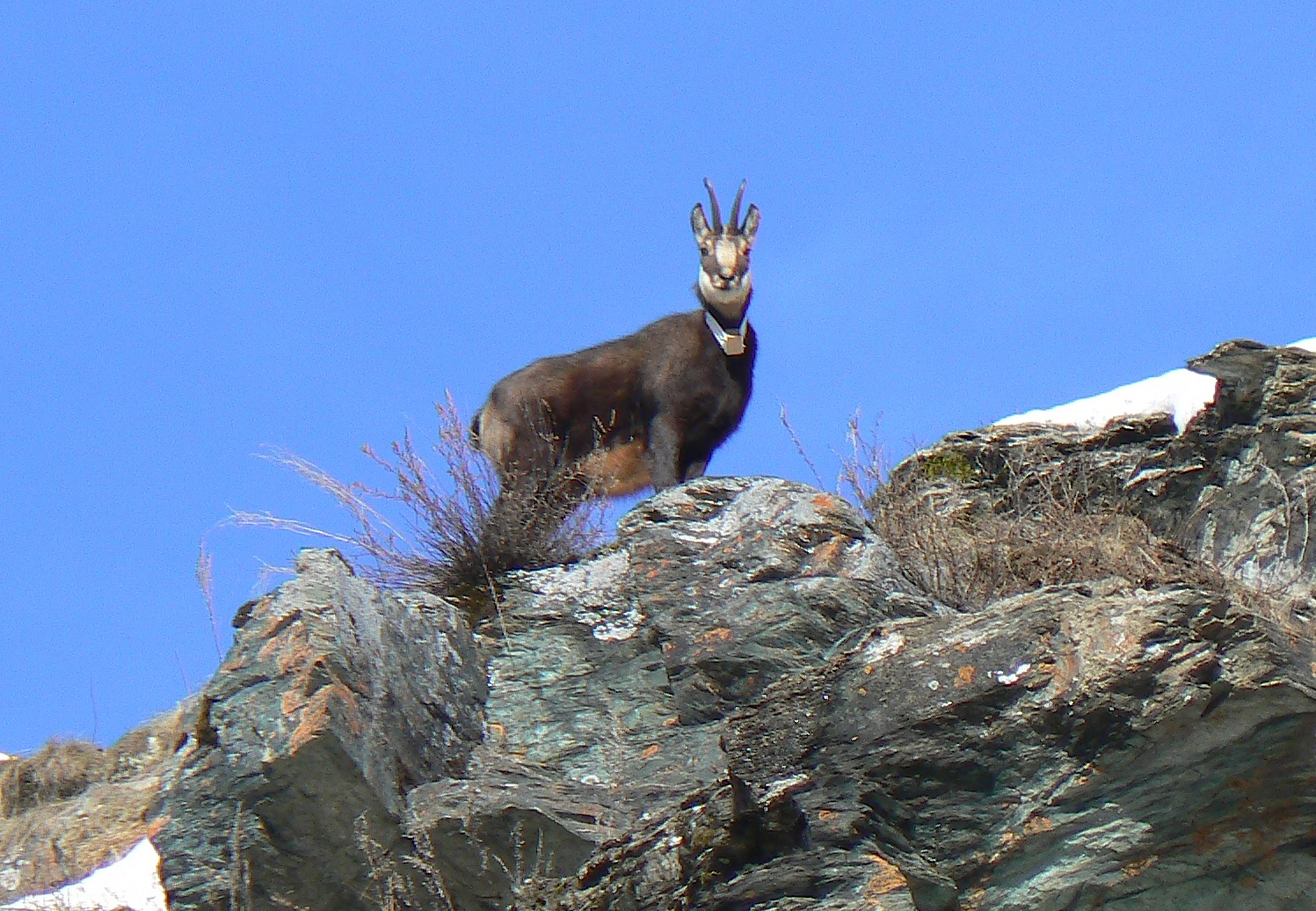
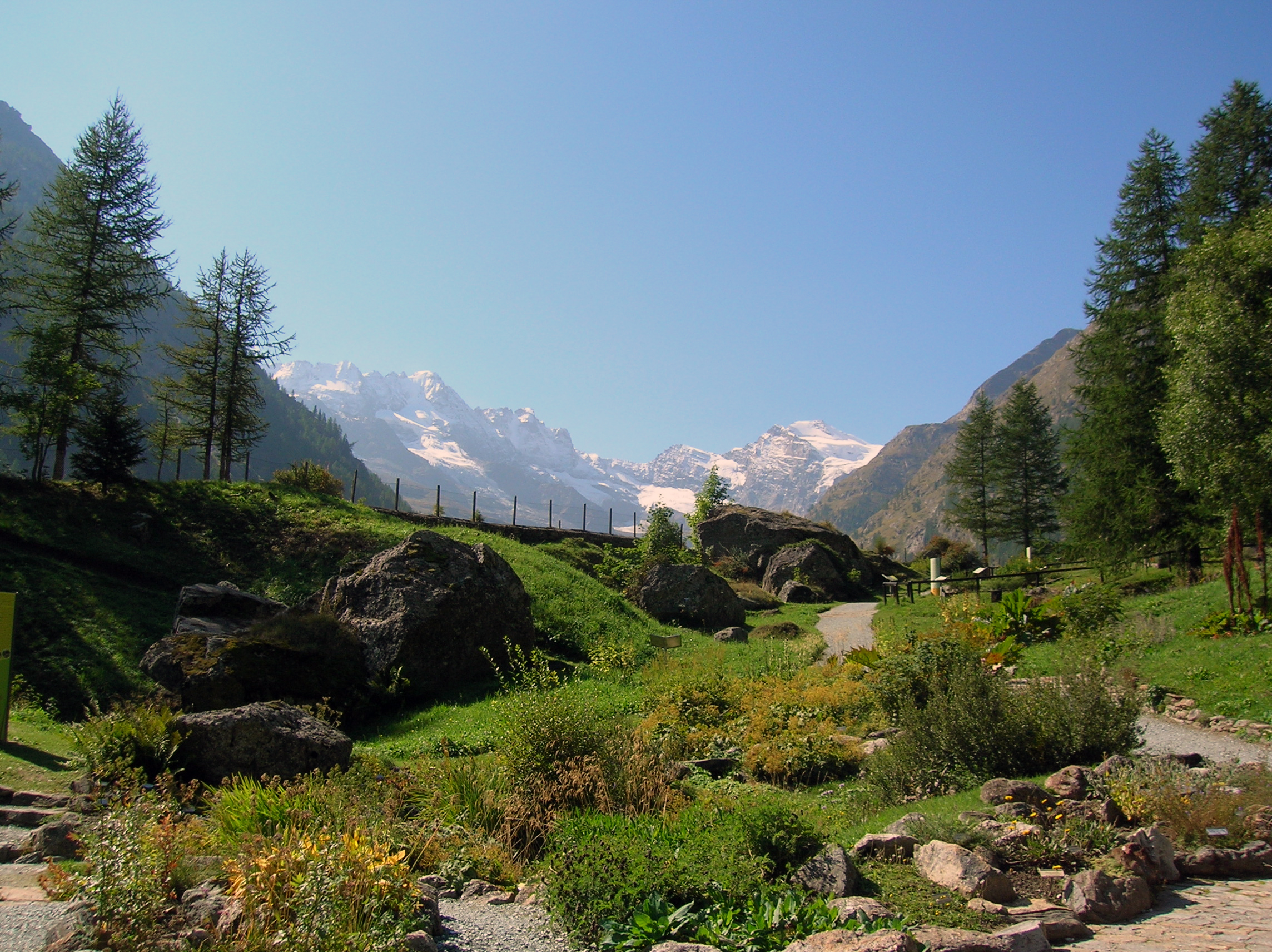
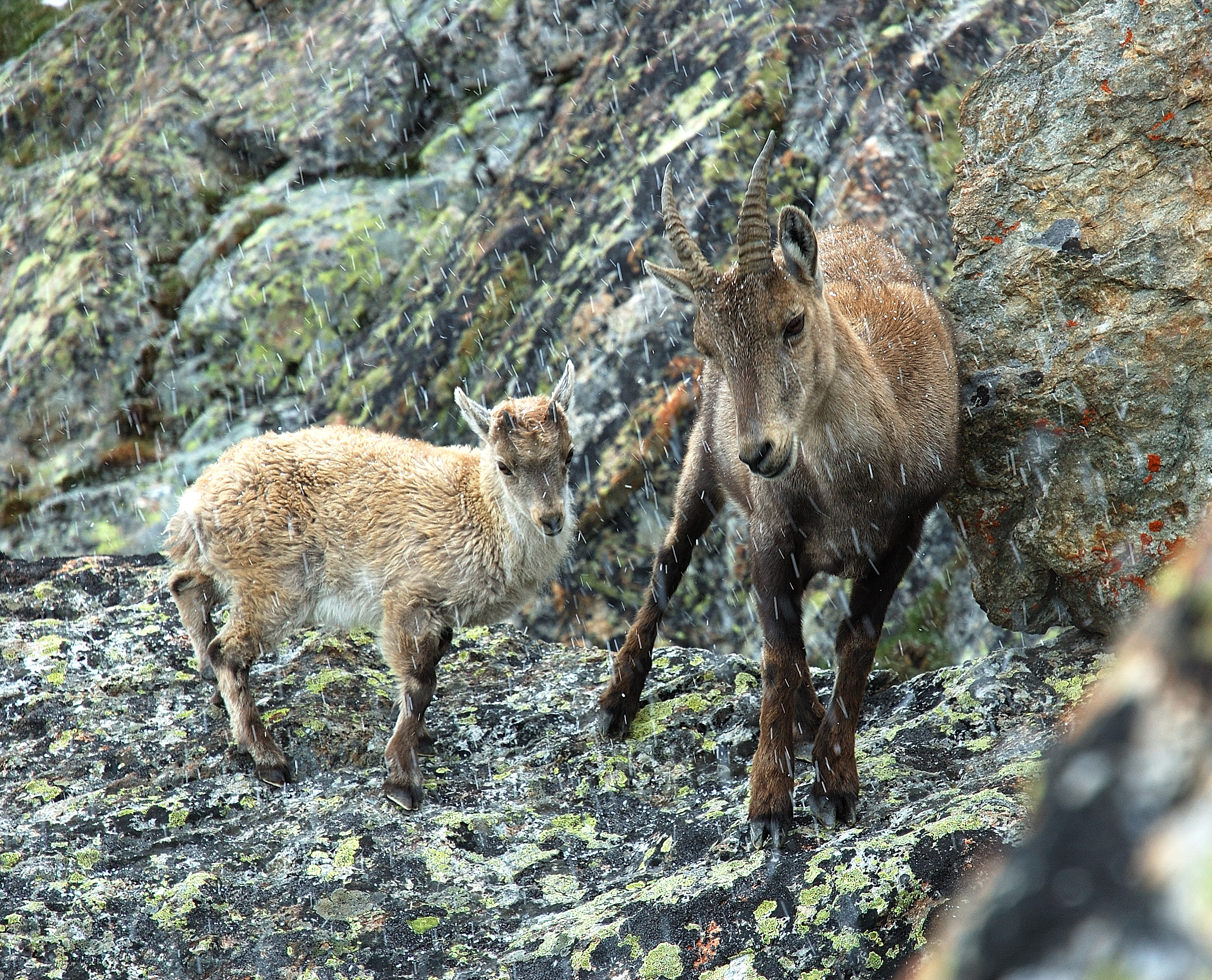